# Kotrčiná Lúčka
Kotrčiná Lúčka (em húngaro: Kaszásrét) é um município da Eslováquia, situado no distrito de Žilina, na região de Žilina. Tem 4,15 km² de área e sua população em 2018 foi estimada em 542 habitantes.

## Demografia
| Ano:        | 1994 | 2004   | 2014   | 2024    |
| ----------- | ---- | ------ | ------ | ------- |
| Broj ljudi: | 383  | 404    | 444    | 695     |
| Razlika:    |      | +5,48% | +9,90% | +56,53% |

| Ano:               | 2023 | 2024   |
| ------------------ | ---- | ------ |
| Número de pessoas: | 676  | 695    |
| Diferença:         |      | +2,81% |